# Dampierre-et-Flée
Dampierre-et-Flée – miejscowość i gmina we Francji, w regionie Burgundia-Franche-Comté, w departamencie Côte-d’Or. Nazwa miejscowości pochodzi od imienia św. Piotra.
Według danych na rok 1990 gminę zamieszkiwało 110 osób, a gęstość zaludnienia wynosiła 12 osób/km² (wśród 2044 gmin Burgundii Dampierre-et-Flée plasuje się na 800. miejscu pod względem liczby ludności, natomiast pod względem powierzchni na miejscu 980.).